# Småsjöarna (Vilhelmina socken, Lappland, 723920-151022)
Småsjöarna är en sjö i Vilhelmina kommun i Lappland och ingår i Ångermanälvens huvudavrinningsområde. Sjön har en area på 0,088 kvadratkilometer och ligger 462,3 meter över havet.

## Delavrinningsområde
Småsjöarna ingår i det delavrinningsområde (723977-150948) som SMHI kallar för Ovan Skansnäsån. Medelhöjden är 560 meter över havet och ytan är 58,99 kvadratkilometer. Räknas de 11 avrinningsområdena uppströms in blir den ackumulerade arean 154,9 kvadratkilometer. Dalsån som avvattnar avrinningsområdet har biflödesordning 3, vilket innebär att vattnet flödar genom totalt 3 vattendrag innan det når havet efter 393 kilometer. Avrinningsområdet består mestadels av skog (77 procent) och sankmarker (15 procent). Avrinningsområdet har 0,07 kvadratkilometer vattenytor vilket ger det en sjöprocent på 0,1 procent.